# エンデル・プーセップ
エンデル・カルロヴィチ・プーセップ（ロシア語: Эндель Карлович Пусэп、英語: Endel Puusepp、1909年5月1日 - 1996年6月18日）は、エストニア出身のソ連の爆撃機パイロット。第二次世界大戦中に30以上の夜間戦略爆撃を成功させた。西部戦線開設の交渉のため、モスクワからワシントンD.C.までの前線上空を往復し、代表団の高官を飛行させたことでソ連邦英雄賞を受賞した。

## 初期の経歴

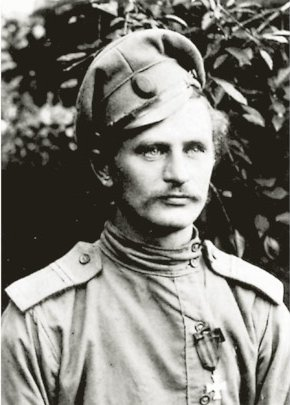
エンデルの父カールは、聖ゲオルギオス十字勲章を受章している。

1909年5月1日ストリピンによる土地改革でシベリアのイエニセスク総督府に入植したエストニア人の農民の家に生まれた。プセップは幼い頃からパイロットになるのが夢だった。しかし、両親は、プーセップには教師か農学者という別の職業を思い描いていた。7学年を終えたプーセップは、レニングラードに移り、エストニア・フィンランド教員養成学校で学ぶことになった。

## 航空関係の仕事
1年間の師範学校での勉強を終え、最初にヴォルスク、後にオレンブルグのパイロット養成学校に編入した。後者では飛行教官として勤務し、卒業した。その後、計器飛行と夜間飛行を専門とする新設の飛行隊に編入された。

## 航空関係のキャリア

### 第二次世界大戦
30以上の夜間戦略爆撃を成功させた。西部戦線開設の交渉のためにモスクワからワシントンD.C.までの前線上空を往復して代表団の高官を飛行させた。

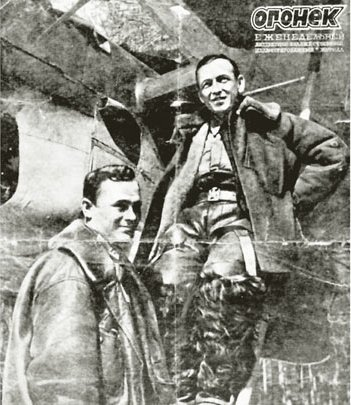
『オゴンヨク』誌の表紙

## その後
戦後、タリンに移り住み、エストニア・ソビエト社会主義共和国の道路交通中央委員会会長に就任した。1950年、エストニア共和国最高会議副議長に選出され、その後、同国の社会保険大臣を務めました。
1996年6月18日に86歳で死去した。同国のメツァカルミストゥ墓地に埋葬されている。